# 2318 Lubarsky
2318 Lubarsky је астероид главног астероидног појаса чија средња удаљеност од Сунца износи 2,252 астрономских јединица (АЈ).
Апсолутна магнитуда астероида је 13,8.